# Geranium palmatum
Geranium palmatum é uma espécie de planta com flor pertencente à família Geraniaceae. 
A autoridade científica da espécie é Cav., tendo sido publicada em Monadelphiae Classis Dissertationes Decem 4: 216, pl. 84, f. 2. 1787.

## Portugal
Trata-se de uma espécie presente no território português, nomeadamente no Arquipélago da Madeira.
Em termos de naturalidade é endémica da região atrás referida.

## Protecção
Não se encontra protegida por legislação portuguesa ou da Comunidade Europeia.